# Cytokines dans l'immunothérapie des cancers
Les cytokines dans l'immunothérapie des cancers ont été les premières molécules utilisées dans l'immunothérapie des cancers. Elles ont suscité des grands espoirs par la capacité des cytokines à potentialiser les réponses immunitaires contre le cancer. Cette capacité associée au développement des technologies de l’ADN recombinant a conduit, dans les années 1980 et 1990, à d’intenses recherches précliniques et cliniques sur l’activité antitumorale potentielle de plusieurs cytokines recombinantes. Cependant, les résultats des essais cliniques n’ont pas répondu aux attentes élevées. Actuellement il existe un regain dans l'intérêt de l'utilisation des cytokines par la possibilité de synthétiser des variants ou par leur mode de délivrance au plus près des cellules cibles.

## Introduction
Les espoirs suscités par les modèles précliniques n'ont pas répondu aux attentes car les essais mettent en évidence les limites des approches basées sur des protéines recombinantes non modifiées. Ces limitations incluent la courte demi-vie de la plupart des cytokines, des fenêtres thérapeutiques étroites avec une efficacité antitumorale seulement modeste, du moins en monothérapie et la toxicité élevée associée à l’administration de fortes doses ont relégué l’utilisation clinique de ces cytokines au profit d’une thérapie ciblée et d’inhibiteurs de points de contrôle immunitaires.
Cependant il existe un regain de l'utilisation des cytokines basée sur trois concepts :  
Le premier concept concerne les combinaisons synergiques, telles que les anticorps monoclonaux anti-PD-1 – PD-L1 approuvés et les cellules T CAR19 fournissent une base appropriée pour la combinaison avec des cytokines.
Le deuxième concept concerne l’amélioration de la pharmacocinétique. L'administration systémique de cytokines nécessite une optimisation du profil pharmacocinétique pour augmenter la demi-vie en circulation (dépassant le seuil de filtration rénale) et pour augmenter la concentration en cytokines dans le microenvironnement tumoral (TME). Cet objectif peut être atteint en conjuguant le polyéthylène glycol à la cytokine ou en construisant une protéine de fusion avec des anticorps, des domaines Fc, l'apolipoprotéine A-I, l'albumine ou le peptide latent du facteur de croissance transformant-β.
Le troisième concept est celui de l'administration locale. Une stratégie alternative pour atteindre des concentrations locales élevées de cytokines dans le TME consiste à injecter directement la protéine recombinante ou des vecteurs de thérapie génique intratumorale qui codent pour la cytokine 1 dans le TME,. Des essais cliniques utilisent actuellement des virus oncolytiques, l'électroporation plasmidique et l'injection intratumorale de nanoparticules lipidiques chargées d'ARN messagers modifiés.
Les cytokines immunostimulatrices les plus étudiées  qui potentialisent les réponses immunitaires contre le cancer, sont  l'interféron-α, la famille de l'interleukine 2, l'interleukine 12, le facteur stimulant les colonies de granulocytes et de macrophages et l'interleukine 10. Dans le cas des cytokines immunosuppressives, les études se portent sur l'activité du facteur de nécrose tumorale alpha , du Facteur de croissance transformant et des cytokines qui nourrissent les cellules myéloïdes associées à la tumeur comme le facteur de stimulation des colonies-1.

## Potentialiser les réponses immunitaires
Les cytokines pro-inflammatoires peuvent contribuer à l’immunothérapie du cancer, en agissant sur chaque phase du cycle immunitaire du cancer,. Ainsi, les cytokines peuvent améliorer l’amorçage des antigènes, augmenter le nombre de cellules immunitaires effectrices dans le microenvironnement tumoral et renforcer leur activité cytolytique. Cependant, la fabrication de médicaments à base de cytokines nécessite d’affiner leurs propriétés pharmacologiques à l’aide de stratégies biotechnologiques.

### Interféron-α
Depuis la première approbation de l'interféron-α  pour le traitement de la leucémie à tricholeucocytes en 1986, cette famille de cytokines a été utilisée pour le traitement de plusieurs hémopathies malignes et tumeurs solides à des doses élevées afin d'exploiter leur activité pro-apoptotique/anti-prolifération directe. sur les cellules tumorales. Des doses élevées d'interféron-α exercent également une activité antitumorale en raison de leurs effets sur le système vasculaire tumoral, car l'interféron-α présente une puissante activité antiangiogénique. Un variant de l'interféron-α a également été approuvé pour le traitement adjuvant du mélanome. Ce variant consiste en une modification chimique qui augmente sa demi-vie en circulation et prolonge donc l'exposition des cellules tumorales à des concentrations élevées d'interféron-α. Cependant, l’avènement de thérapies ciblées et de nouvelles immunothérapies présentant des profils d’innocuité et d’efficacité supérieurs ont réduit l’utilisation clinique de l’interféron-α en oncohématologie. Cette situation pourrait être inversée grâce à de nouvelles modifications des cytokines exploitant les propriétés immunostimulatrices de l’interféron-α, car cette cytokine est essentielle à la maturation des cellules dendritiques et à l’acquisition de la fonction effectrice par les lymphocytes T.
Une stratégie pour séparer l’activité cytotoxique de l’interféron-α de son activité immunostimulatrice implique sa fusion avec l’apolipoprotéine A-I. Le fragment d'apolipoprotéine A-I incorpore la cytokine dans des lipoprotéines de haute densité, améliorant ainsi la pharmacocinétique et l’activité antitumorale de l’interféron-α,.
Pour minimiser la toxicité de l'interféron-α et maximiser son activité immunostimulatrice , des chercheurs ont fusionné une cytokine mutée qui présente une affinité réduite pour son récepteur envers un domaine de ciblage spécifique à une cellule.

### Interleukine 2

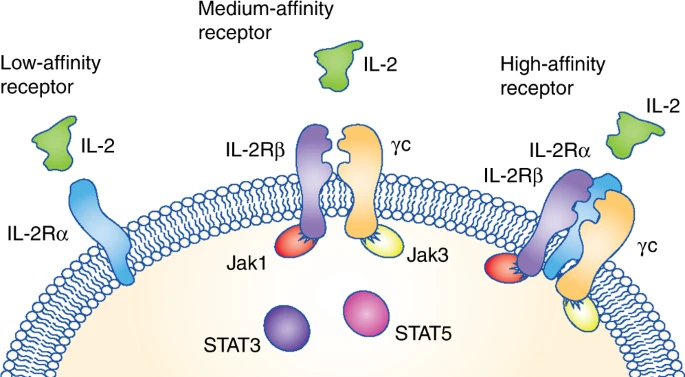
Les récepteurs de l'interleukine 2

L'interleukine 2 est considérée comme une cytokine clé dans la promotion de l'expansion des cellules tueuses naturelles et des lymphocytes T. Ainsi, il est largement utilisé dans les protocoles de transfert adoptif à la fois pour l’expansion des lymphocytes en culture et pour l’augmentation de la persistance des cellules transférées chez les patients cancéreux. La perfusion de cette cytokine à fortes doses est actuellement approuvée pour le traitement du cancer colo rectale métastatique et du mélanome métastatique. Cependant, l’administration systémique de cette cytokine à la dose recommandée est freinée par son profil toxique qui inclut de fréquents effets indésirables importants. Des thérapies de deuxième génération basées sur l'interleukine 2, présentant des profils pharmacocinétiques et pharmacodynamiques améliorés, sont en cours de développement. L'amélioration du profil pharmacocinétique est obtenue grâce à la liaison covalente de l'interleukine 2 à des groupements qui augmentent la demi-vie en circulation, tels que les domaines Fc des immunoglobulines ou des molécules de polyéthylène glycol, ou par chimérisation avec des anticorps qui ciblent la cytokine vers le microenvironnement tumoral. L'amélioration des propriétés pharmacodynamiques est obtenue en utilisant des astuces biotechnologiques pour réduire la liaison au récepteur d'interleukine 2 de haute affinité tout en maintenant la liaison au récepteur de l'interleukine 2 d'affinité moyenne pour augmenter la quantité de cytokine disponible pour stimuler les cellules NK et les lymphocytes T .
Le récepteur de l'interleukine 2 est composé de trois complexes différents formés de trois chaînes. Le récepteur de faible affinité est composé uniquement de la chaîne interleukine 2-Rα mais ne déclenche pas de cascade de signalisation intracellulaire. Ainsi, les deux récepteurs qui induisent la signalisation sont les récepteurs d’affinité moyenne et les récepteurs de haute affinité. Le récepteur de moyenne affinité est composé de la chaîne interleukine 2-Rβ et de la chaîne γ commune ; lorsque la chaîne interleukine 2-Rα est également présente dans le complexe récepteur, l’interleukine 2 est liée avec une haute affinité. L'interleukine 2-Rα est fortement exprimée sur les cellules T régulatrices et par conséquent, le récepteur de haute affinité de l'interleukine 2 fausse l'activité de l'interleukine 2 vers l'expansion des cellules T régulatrices, tout en limitant la biodisponibilité de la cytokine pour stimuler l'effecteur anti-tumoral des lymphocytes naturels tueurs et des lymphocytes T.
Une autre stratégie visant à éviter la signalisation via le récepteur de haute affinité utilise un variant d'interleukine 2 mutée modifiée qui présente une liaison réduite à l'interleukine 2-Rα. Ce mutant est fusionné à des anticorps pour cibler la cytokine dans le microenvironnement tumoral.

### Interleukine 15
L'interleukine 15 est principalement produite par les cellules myéloïdes activées sous la forme d'un hétérodimère lié à la membrane associé à la chaine alpha du récepteur de l'interleukine 15 de telle sorte qu'il est présenté en trans aux cellules NK et aux cellules T exprimant le récepteur bêta d l'interleukine 2/interleukine 15 et la chaîne γ commune du récepteur,. L'interleukine 15 est essentielle à l'ontogenèse des cellules NK et des cellules T CD8+, et induit également la prolifération, l'action cytotoxique et la libération d'autres cytokines telles que l’interféron gamma, par ces cellules, soulignant son rôle dans la potentialisation de la réponse immunitaire. Les observations précliniques soutiennent fortement l’activité antitumorale potentielle de l’interleukine 15 médiée par les cellules NK et les lymphocytes T,. Contrairement à l’interleukine 2, l’interleukine 15 ne stimule pas les cellules T régulatrices pouvant réduire l’activité antitumorale des cellules NK et T. Cela est dû au fait que l’interleukine 15 ne se lie pas à la chaîne alpha du récepteur de l'interleukine 2 (également connue sous le nom de CD25).
Les essais cliniques ont montré une expansion des lymphocytes T NK et CD8+ dans le sang périphérique, mais des événements indésirables graves et des toxicités limitant la dose ont été observés, notamment une forte fièvre, une hypotension et une thrombocytopénie. mais surtout des effets secondaires sévères particulièrement.La voie sous-cutanée a diminué les effets secondaires mais sans expansion des lymphocytes T NK et CD8+.

## Sources de l'article
- Cette article est une traduction incomplète :  Berraondo, P., Sanmamed, M.F., Ochoa, M.C. et al. Cytokines in clinical cancer immunotherapy. Br J Cancer 120, 6–15 (2019). https://doi.org/10.1038/s41416-018-0328-y paru sous licence Creative Commons Attribution 4.0 International